# イアグライ県
イアグライ県（イアグライけん、ベトナム語：Huyện Ia Grai?）は、ベトナム社会主義共和国ザライ省の県である。

## 行政区画
1市鎮12社から構成される。